# Bandes criminelles émergentes
Les bandes criminelles émergentes, souvent appelées Bacrim, sont les forces qui se constituent en Colombie à partir de 2006, date de la démobilisation des Autodéfenses unies de Colombie (AUC). Selon les gouvernements d'Álvaro Uribe puis de Juan Manuel Santos, ces bandes ne peuvent pas être qualifiées de paramilitaires car au contraire des AUC elles ne seraient pas de collusion avec les forces militaires. Ces bandes, qui regroupent d'anciens cadres des AUC et des nouvelles recrues, conservent toutefois selon certains experts de nombreux traits du paramilitarisme, en particulier une structure de commandement de type militaire et la capacité à contrôler certains territoires, sur une échelle plus réduite que les AUC. Ces groupes, parmi lesquels on peut citer les Águilas Negras (terme générique englobant plusieurs factions), l'ERPAC (Ejército Revolucionario Popular Antisubversivo de Colombia), les Urabeños (ou clan Usaga), ou encore les Rastrojos pour les principaux, auraient compté 4 000 membres en 2008, et plus de 6 000 en 2010 .
Ces groupes ne coopèrent pas nécessairement entre eux et ont pu au contraire violemment s'affronter pour le contrôle du trafic de drogue. Ils observent également une approche dissemblable, voire contradictoire, sur certaines questions : alors que certains groupes assimilés aux Águilas Negras sont impliqués dans des activités de proxénétisme et ont pour ce faire contraint des femmes et jeunes filles mineures à la prostitution, parfois sous menaces de mort; d'autres, tels que l'ERPAC, ont au contraire tué des prostituées dans le cadre de leur projet d'épurer la société de ses éléments « indésirables ».
Ces groupes citent les FARC comme « objectif militaire » et s'en prennent régulièrement aux militants des droits de l'homme et syndicalistes qu'ils assimilent à des soutiens civils de la guérilla,. En 2010, ils seraient responsables de 47 % des homicides commis en Colombie et continueraient de disposer de connivences auprès d'une partie de la classe politique.